# 阿盖尔郡
阿盖尔郡（英語：Argyll）是苏格兰西部历史上的一个郡，古代与大不列颠达尔里阿达王国领土大致相当。中世纪时天主教设有教区，教堂位于利斯莫尔岛，同时也是阿盖尔公爵的封地。东部与珀斯郡接壤。